# Bernhard Sinogowitz
Bernhard Sinogowitz (* 22. Juni 1921 in Naumburg (Saale); † 14. Oktober 2006) war ein deutscher Jurist und Bibliothekar.

## Leben
Er studierte ab 1940 Byzantinistik an der Ludwig-Maximilians-Universität München und wurde 1944 mit einer Arbeit über Die abendländische Politik der griechischen Staatenwelt zur Zeit des Lateinischen Kaiserreiches promoviert. Ab 1947 studierte er, ebenfalls in München, Rechtswissenschaft. 1950 begann er eine Ausbildung als Bibliotheksreferendar an der Bayerischen Staatsbibliothek, die er 1952 abschloss. Im gleichen Jahr erlangte er seinen zweiten Doktortitel mit einer Arbeit Studien zum Strafrecht der Ekloge.
Seit 1958 war er an der Universitätsbibliothek der Friedrich-Alexander-Universität Erlangen-Nürnberg tätig und wurde 1966 zu deren Direktor ernannt. Nebenamtlich leitete er von 1959 bis 1981 auch die Staatliche Bibliothek Ansbach. 1986 ging er in den Ruhestand. Seine bedeutende Privatsammlung byzantinischer Münzen schenkte er nach 1987 der Universität.
Im Verein Deutscher Bibliothekare war er von 1961 bis 1965 Beiratsmitglied und von 1968 bis 1971 stellvertretender Vorsitzender, außerdem von 1970 bis 1973 stellvertretender Vorsitzender des Landesverbandes Bayern. Von 1954 bis 1970 und von 1981 bis 1986 war er Mitglied der Kommission für Rechtsfragen. Er erarbeitete mehrere Gutachten zu den Themen Pflichtexemplarrecht und Urheberrecht.
Unter seinem Vorsitz erarbeitete ein Ausschuss des Deutschen Bibliotheksverbandes eine 1977 als Entwurf vorgelegte und 1979 verabschiedete Neufassung der Leihverkehrsordnung für die Fernleihe der deutschen Bibliotheken. Unter dem Titel Leihverkehrs-Fibel verfasste er 1980 eine praxisbezogene Anleitung, die 1983 in 2. Auflage (ISBN 3-598-21126-0) erschien.

## Ehrungen
- 1986: Verdienstkreuz am Bande der Bundesrepublik Deutschland

## Schriften (Auswahl)
- Die Bibliotheken unter neuem Urheberrecht. In: Zeitschrift für Bibliothekswesen und Bibliographie, Jg. 33, 1986, S. 1–15.